# Stăpâna mirodeniilor
Stăpâna mirodeniilor (titlu original: The Mistress of Spices) este un film american și indian din 2005 regizat de Paul Mayeda Berges. Rolurile principale au fost interpretate de actorii Aishwarya Rai și Dylan McDermott.

## Distribuție
- Aishwarya Rai Bachchan -  Tilo
- Dylan McDermott - Doug
- Ayesha Dharker - Hameeda
- Nitin Ganatra - Haroun
- Sonny Gill Dulay - Jagjit
- Anupam Kher - Geeta's Grandfather
- Adewale Akinnuoye-Agbaje - Kwesi
- Toby Marlow - Young Doug (5-6yrs)
- Caroline Chikezie - Myisha
- Padma Lakshmi - Geeta
- Zohra Sehgal - The First Mother

## Producție
Filmările au avut loc în perioada ____. Cheltuielile de producție s-au ridicat la ___ $.